# Holoarctia puengeleri
Holoarctia puengeleri là một loài bướm đêm thuộc phân họ Arctiinae, họ Erebidae.